# Maybellene
Pour la marque de cosmétique, voir Maybelline.
Singles de Chuck Berry
Thirty Days
(juillet 1955)
Maybellene est une chanson de Chuck Berry inspirée de l'air Ida Red (en). Elle a été enregistrée pour la première fois en juillet 1955 par le label Chess Records, et fut le premier single à succès de Chuck Berry. 
Cette chanson a été reprise de nombreuses fois par la suite, notamment par Elvis Presley, Carl Perkins, Gene Vincent, The Syndicats avec Steve Howe ainsi que Simon and Garfunkel.
Maybellene est classée 18e parmi les « 500 plus grandes chansons de tous les temps » selon le magazine Rolling Stone.  Elle est également sélectionnée par le Rock and Roll Hall of Fame, en 1995, comme l'une de « 500 chansons qui ont façonné le rock 'n' roll ».

## Reprises et adaptations

### Reprises
Liste non exhaustive
- Marty Robbins, dans Rock'n Roll'n Robbins, en 1956
- Gene Vincent en 1959 sur l'album Sounds Like Gene Vincent
- Johnny Hallyday, dans l'album Sings America's Rockin' Hits, en 1962
- The Syndicats, premier groupe de Steve Howe, publie leur premier single en 1964 avec une reprise de la chanson en face A.
- Johnny Rivers, dans Here We à Go Go Again!, en 1964
- Jerry Lee Lewis en 1965 sur son album The Return of Rock
- Gerry and the Pacemakers en 1965
- The Everly Brothers dans Rock & Soul, en 1965
- Foghat, en single, en 1974
- Elvis Presley, dans The Sun Sessions, en 1976
- Carl Perkins, dans Ol' Blue Suede's Back, en 1978
- Conway Twitty, dans Georgia Keeps Pulling On My Ring, en 1978
- George Jones & Johnny Paycheck, dans Double Trouble, en 1980
- Simon et Garfunkel, dans The Concert in Central Park, en 1981
- Social Distortion en 2007
- Johnny Winter sur l'album Roots en 2011

### Adaptations
- Eddy Mitchell, en 1964, adapte en français Maybellene, titre présent sur l'album Panorama[2]